# Sint-Andries (Antwerpen)
Sint-Andries is een wijk in Antwerpen, in het zuiden van het stadscentrum, in het district Antwerpen. Er wonen zo'n 6.300 inwoners.
Sint-Andries ligt aan de Scheldekaaien, meer specifiek achter de Sint-Michielskaai en de Plantinkaai. De wijk wordt omgrensd door het Historisch Centrum in het noorden, de Theaterbuurt in het oosten en Het Zuid in het zuiden.  De grenzen zijn Sint-Jansvliet en Steenhouwersvest in het noorden, de Kammenstraat, de Kleine Markt, de Bredestraat en Begijnenstraat in het oosten en de Kronenburgstraat en Scheldestraat in het zuiden.
De wijk wordt van noord tot zuid doorsneden door de Nationalestraat, en wordt zo ook bediend door tramlijn 4 die door die straat rijdt.
In Sint-Andries wonen begin 2018 6.314 personen, een aantal dat doorheen de tien voorafgaande jaren zeer stabiel was. 57,3% van de huishoudens betreft alleenstaanden, 14,8% zijn koppels zonder kinderen, 11,6% collectieve huishoudens, 7,6% koppels met kinderen en 5,9% eenoudergezinnen. 43,4% van de inwoners hebben een vreemde herkomst. 11,1% van de bevolking is jonger dan 18, 19,4% is ouder dan 65 jaar.

## Erfgoed
Redelijk centraal in de wijk ligt de naamgevende Sint-Andrieskerk, parochiekerk van de gelijknamige parochie waarvan de grenzen ook min of meer deze van de wijk zijn. Direct ten zuiden hiervan de Campus Sint-Andries van de Thomas More Hogeschool. In het noordwesten ligt de Modenatie, met onder meer het MoMu. Nog net binnen de wijk, aan de zuidkant is het Instituut voor Tropische Geneeskunde gevestigd.
Tot de bezienswaardigheden in de wijk horen ook historische huizen als het "Mercator-Orteliushuis", "de Helle", "de Roode Leeuw", het Gewezen Hotel van Jean-Etienne Werbrouck, "De Lanteerne", de "Ghulden Roose" of "De Clocke", de Maritime Building en de Guirlande.

## Geschiedenis
De wijk wordt aangeduid als Sint-Andrieskwartier, Luizenmarkt, Parochie van Miserie, Rode Burcht. De aanduiding kwartier bij de parochienaam verwijst bij het Sint-Andrieskwartier naar de vroegere indeling van Antwerpen in 32 kwartieren. Later bij een administratieve indeling van de stad in wijken werd Sint-Andries de vierde wijk.
Schrijver John Wilms beschreef de wijk in zijn boek “De Parochie van Miserie“. Sint-Andries was een arme volkswijk met hoge bevolkingsdichtheid. Iedereen leefde dicht op mekaar, met gezinnen van tien of meer personen in een kamer, oude en ongezonde krotten als woning. Men leefde veelal en zeker in de zomer op straat, wat een hechte band maar ook regelmatig agressie meebracht. Er woonden ambachtslieden, kramers en winkeliers, kleine industriëlen en arbeiders uit de volksklasse actief als leurder, pakkendrager, boodschapper. Veel arbeiders werkten in de haven, veelal als dokwerker. De horeca was ook afgestemd op scheepslui en dokwerkers.
Bij de volkstelling van 1920 telde men bijna 32.000 inwoners. De crisis van de jaren 30 leidde tot ontvolking. Aan het begin van de Tweede Wereldoorlog telde de wijk meer dan 9.000 mensen minder. De haven groeit in de jaren vijftig en zestig uit verder uit de stad, dokwerkers verlieten de wijk. Tegen de jaren zeventig was het aantal inwoners van Sint-Andries onder de 10.000 gedaald. De middenstand verloor veel cliënteel. Woongebied werd kantoorruimte en parkeerplaats. Toenemende verkrotting versnelde de stadsvlucht. Tussen 1970 en 1980 verdwenen nog eens 3.500 inwoners. Dan pas herstelde de woonfunctie door herwaardering en sociale huisvestingsprojecten. Een proces van gentrificatie veranderde de wijk. Een hogeschoolcampus bracht ook een studentenpubliek naar de wijk.

## Personen
De volgende personen leefden of leven in Sint-Andries.
- Hendrik Conscience (1812-1883)
- Domien Sleeckx (1818-1901)
- Edward Keurvels (1853-1916)
- Frans Zielens (1877-1955)
- John Wilms (1893-1978)
- Lode Zielens (1901-1944)
- Marcel Rademakers (1939)
- Johan Rouffaer (1954-2008)